# Eduard von Hartmann

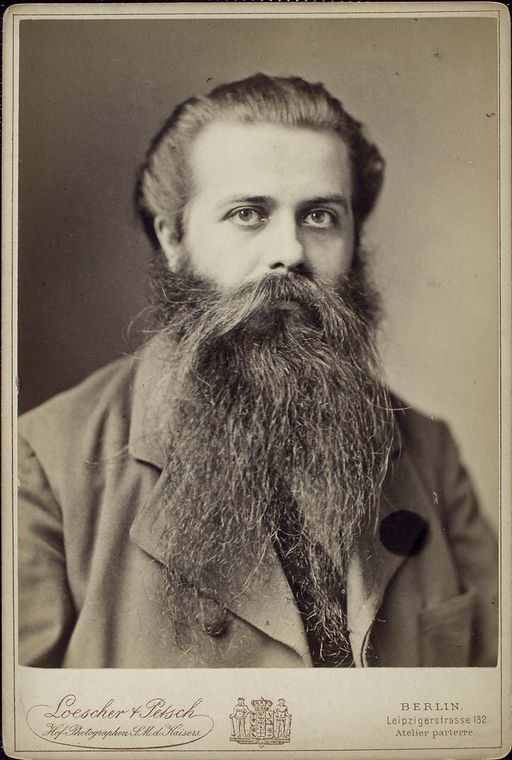
Karl Robert Eduard von Hartmann

Karl Robert Eduard von Hartmann (23. únor 1842, Berlín – 5. červen 1906, Berlín) byl německý filozof, představitel metafyziky. Proslul tím, že ve své práci Philosophie des Unbewussten z roku 1869 definoval tzv. nevědomí.
Pojem nevědomí Hartmann vyvodil ze studia Böhmeho, Schellinga, Schopenhauera a Hegela. Odborníci vedou spory, do jaké míry jeho pojetí nevědomí připravilo cestu k nevědomí u Freuda – jedni upozorňují, že tato dvě pojetí spolu jen málo souvisejí, neboť Hartmann nevědomí definoval jako metafyzickou kategorii (má u něj spíše význam Absolutna – absolutní vůle i absolutního rozumu), naopak Hans Eysenck tvrdí, že Hartmannovo a Freudovo nevědomí jsou si velmi podobné. Freud každopádně Hartmannovu knihu četl při psaní Výkladu snů.
Hartmannovo dílo je někdy označováno jako panteistické, on sám hovořil o „transcendentálním realismu“.

### Práce systematické
- Grundprobleme der Erkenntnistheorie
- Kategorienlehre
- Das sittliche Bewusstsein
- Die Philosophie des Schönen
- Die Religion des Geistes
- Die Philosophie des Unbewussten
- System der Philosophie im Grundriss
- Grundriss der Erkenntnislehre
- Beiträge zur Naturphilosophie

### Práce historické
- Das religiöse Bewusstsein der Menschheit
- Geschichte der Metaphysik
- Kants Erkenntnistheorie
- Kritische Grundlegung des transcendentalen Realismus
- Uber die dialektische Methode
- Zur Geschichte und Begründung des Pessimismus
- Neukantianismus, Schopenhauerismus, Hegelianismus
- Geschichte der deutschen Ästhetik und Kant
- Die Krisis des Christentums in der modernen Theologie
- Philosophische Fragen der Gegenwart
- Ethische Studien
- Aesthetik
- Moderne Psychologie
- Das Christentum des neuen Testaments
- Die Weltanschauung der modernen Physik
- Wahrheit und Irrthum im Darwinismus
- Zur Reform des höheren Schulwesens

### Práce populární
- Aphorismen über das Drama (1870)
- Shakespeares Romeo und Juliet (1875)
- Soziale Kernfragen
- Moderne Probleme
- Tagesfragen
- Zwei Jahrzehnte deutscher Politik und die gegenwärtige Weltlage
- Das Judentum in Gegenwart und Zukunft
- Die Selbstzersetzung des Christentums und die Religion der Zukunft
- Gesammelte Studien
- Der Spiritismus
- Die Geisterhypothese des Spiritismus
- Zur Zeitgeschichte